# 아이스 커피
아이스 커피(영어: iced coffee 아이스드 커피[*]) 또는 냉커피(冷+coffee)는 얼음을 넣어 차게 만든 커피이다.
얼음 없이 미리 포장된 아이스 커피가 여러 국가에서 식료잡화점에서 판매된다. 또, 아이스 커피는 대부분의 커피숍에서 구매가 가능하다.

## 역사
1840년 경 알제리에서 기원한 차갑고 달콤한 커피 음료인 마자그란은 오리지널 아이스 커피로 여러 곳에서 기술되고 있다. 커피 시럽과 차가운 물로 준비되었다.
슬러시와 유사한 얼린 커피 음료는 19세기 기록에 존재한다. 비슷한 것으로 이탈리아의 granita al caffè가 있다.
아이스 커피는 1920년 미국의 합동 커피 무역 홍보 위원회(Joint Coffee Trade Publicity Committee)의 마케팅 운동을 통해 보급되었다. 훨씬 뒤 버거킹, 던킨 도너츠, 스타벅스 등 체인 아울렛들을 통해 마케팅되었다.

## 종류

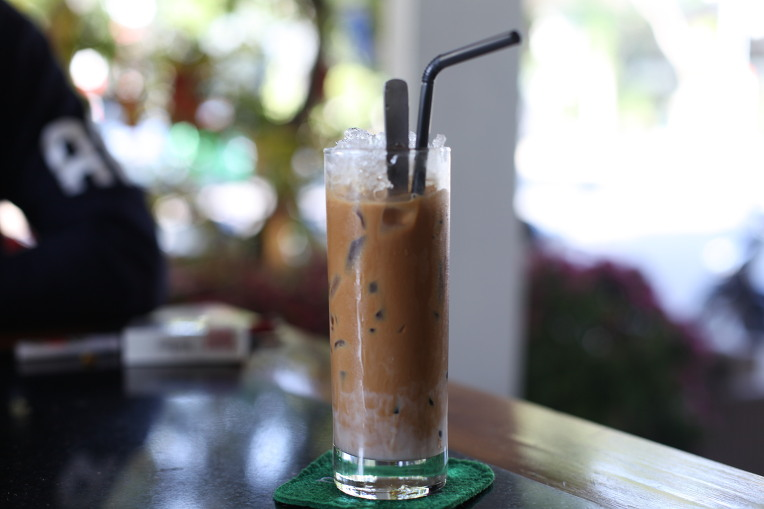
까페 스어 다
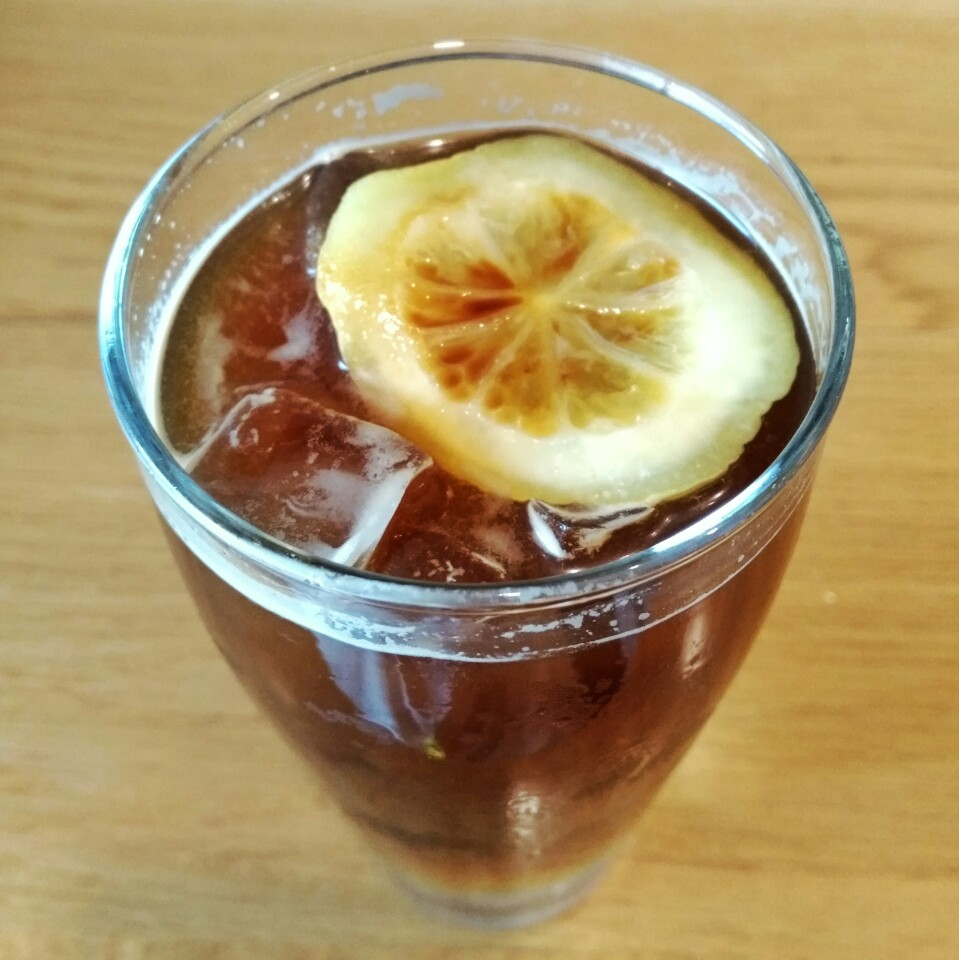
마자그란
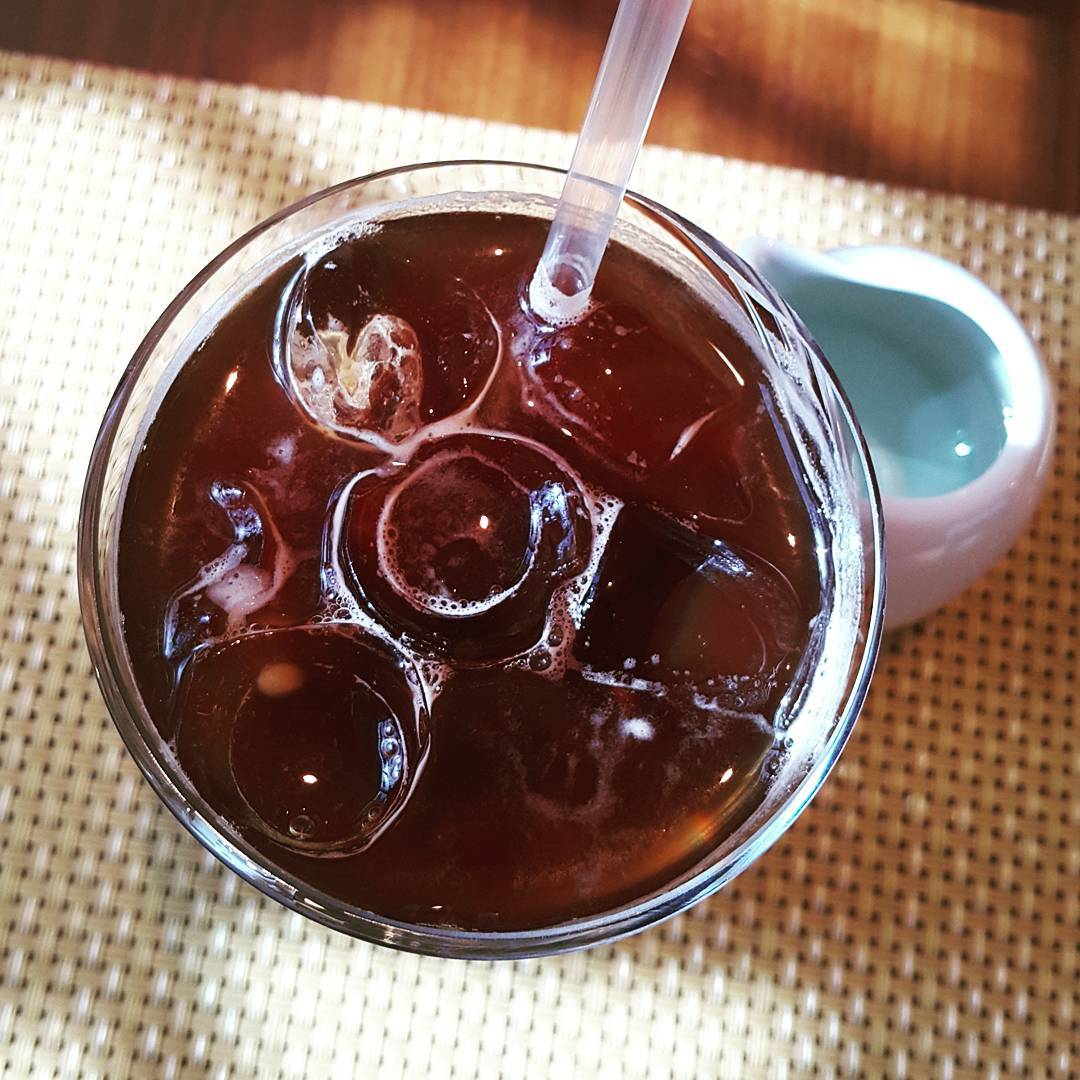
아이스 아메리카노
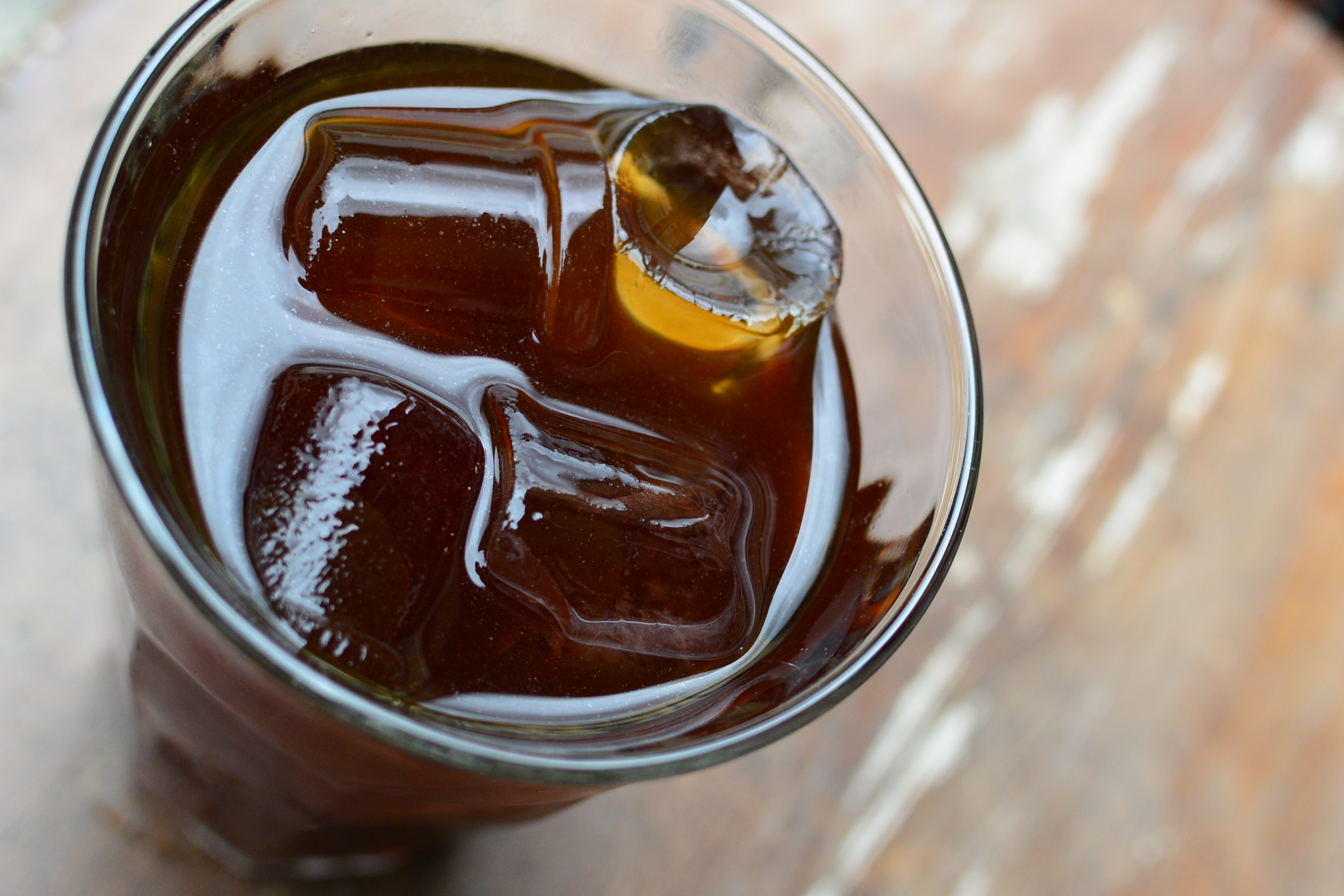
아이스 콜드 브루
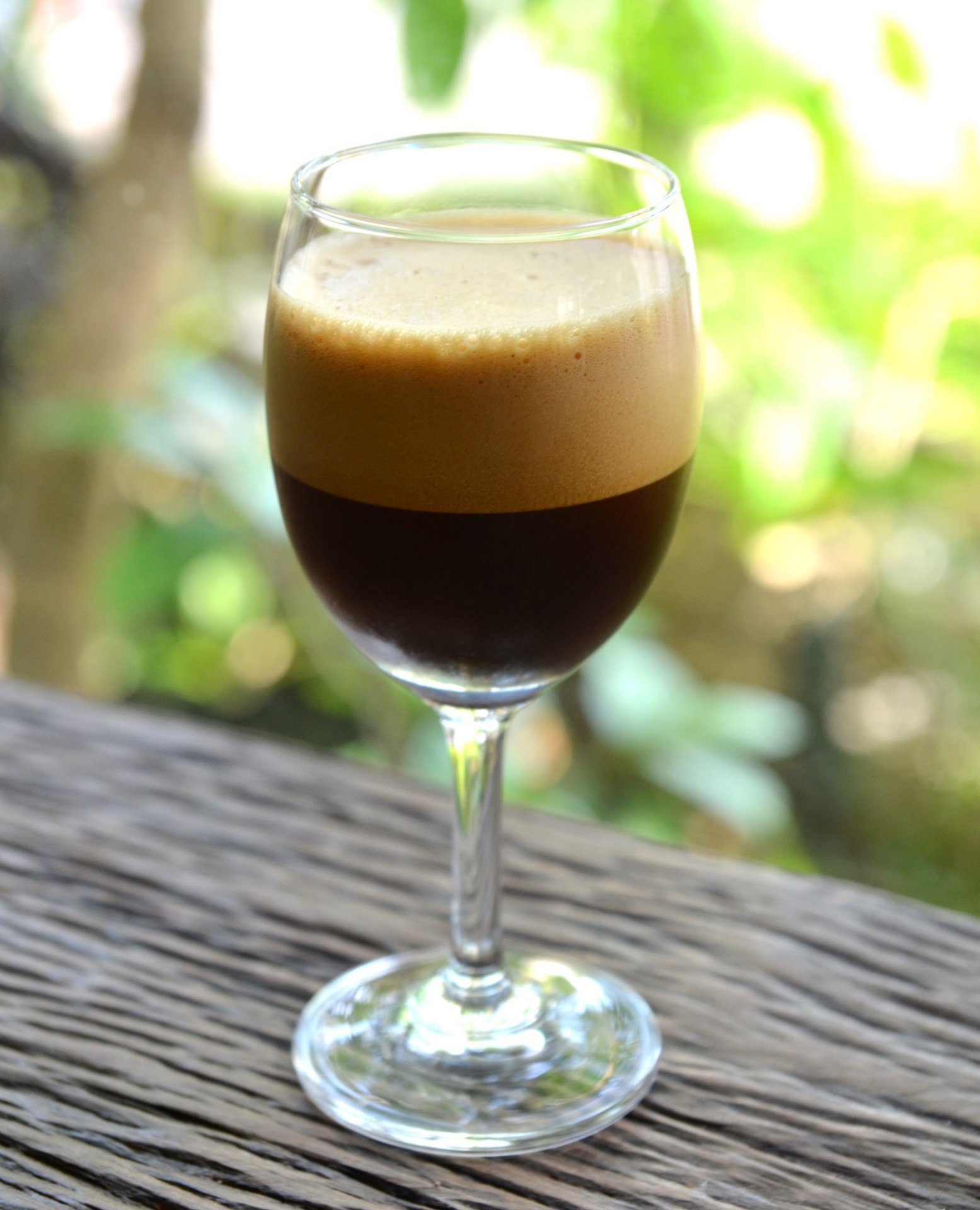
카페 샤케라토
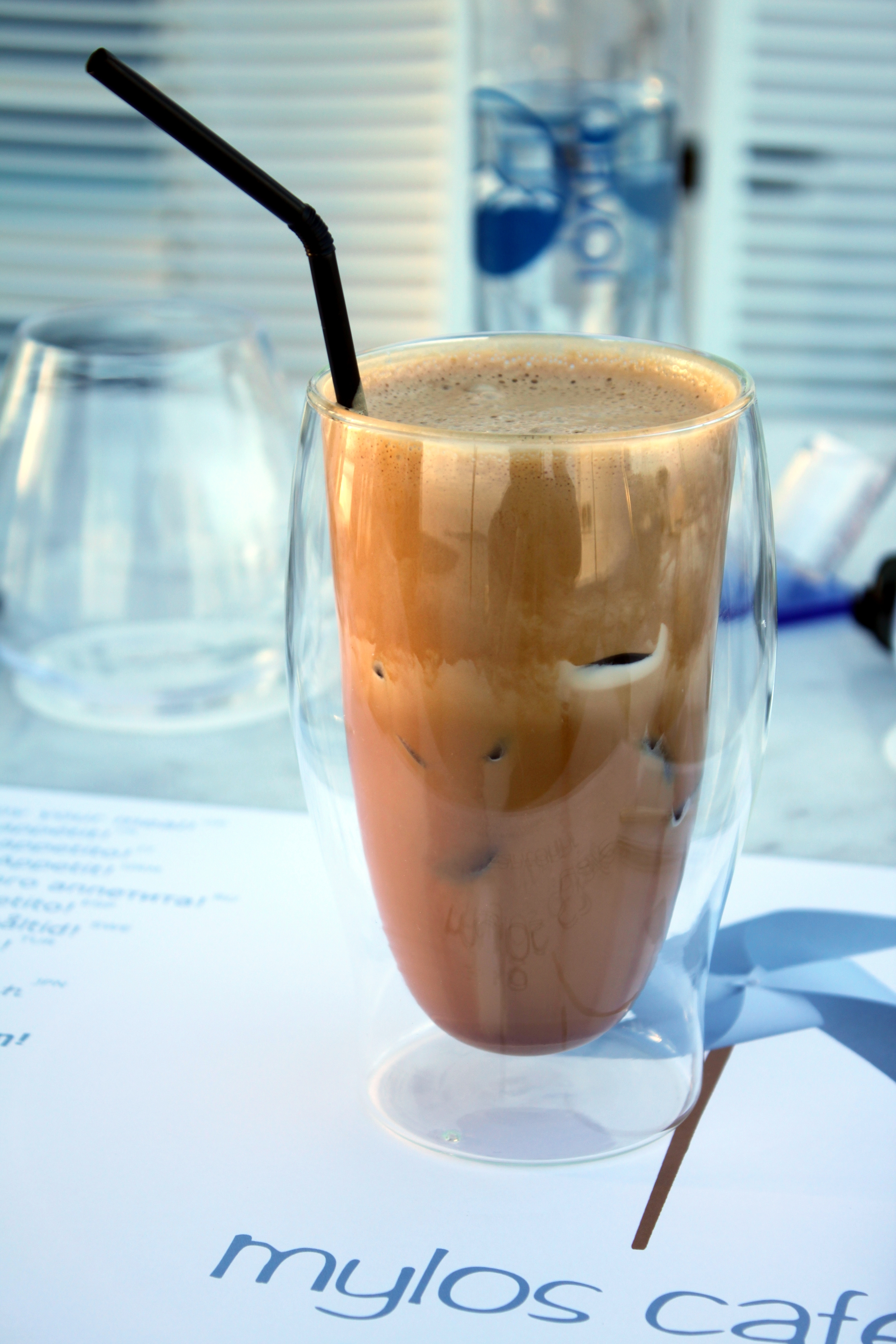
프라페 커피
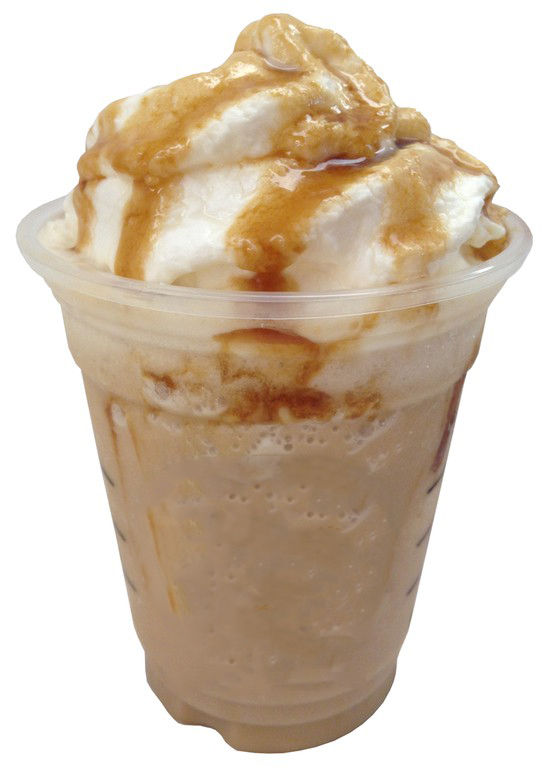
프라푸치노

## 같이 보기
- 커피